# Джузеппе Алессі
Джузеппе Алессі (італ. Giuseppe Alessi, 29 жовтня 1905, Сан-Катальдо, Сицилія, Королівство Італія — 13 липня 2009, Палермо, Сицилія, Італія) — італійський політик, член Християнсько-демократичної партії Італії. Він також був першим президентом регіональної ради Сицилії, яку очолював з 1947 по 1949, а потім ще раз з 1955 по 1956.

## Біографія
Алессі народився у Сан-Катальдо у провінції Кальтаніссетта. Він став одним із засновників Християнсько-демократичної партії на острові, і був обраний першим президентом регіонального уряду Сицилії, яке очолював двічі. Алессі був одним з членів реформаторського крила цієї ж партії. З 1968 по 1972 був членом Палати депутатів Італії.
За роки своєї політичної кар'єри був активним захисником інтересів демократів на острові, виступаючи проти комуністів та впровадження мафії у державні гілки влади.
Джузеппе Алессі помер у віці 103 років у Палермо влітку 2009.